# Ninohe
Ninohe è una città giapponese della prefettura di Iwate.